# Línea 5 del Metrorrey
La línea 5 del Metrorrey es una de las tres líneas que está en fase de planeación, del Sistema de Transporte Colectivo Metrorrey que comunicará el sur del municipio de Monterrey con el centro de este. El sistema será de tipo ART, vehículo eléctrico de transporte sin rieles ni catenaria y de guiado semiautomático virtual. Cada vehículo tendrá una capacidad de 300 pasajeros. Contará con una extensión aproximada de 10,6 kilómetros. Conectará con las líneas 4 y 6 en la estación de «Hospital de Ginecología», conectada a la línea 3 en la estación de «Santa Lucia» (en frente de la Unidad Médica de Alta Especialidad N.º 23 del Instituto Mexicano del Seguro Social).
El 29 de abril de 2022 el Gobierno del Estado de Nuevo León lanzó una licitación pública internacional para la construcción de la línea. Se esperaría que los trabajos de construcciones iniciasen en noviembre de 2024 y terminasen el 31 de agosto de 2027 basándose en declaraciones del secretario de movilidad Hernán Villarreal aunque hay una reserva por parte del gobierno si se ejecutaría esta línea en esta administración ya sea de manera elevada o superficial y si sería con este tipo de sistema o subterránea con el sistema LRV a consideración de la siguiente administración estatal, las líneas 4 y 6 seguirían su proceso de construcción de manera ordinaria.
El día 30 de abril de 2023 se confirmó de manera oficial que la línea 5 será de tipo ART con tramos elevados, superficiales e híbridos.
Actualmente, el proyecto se encuentra en pausa, pues se está en un proceso de rediseño, confirmado por el gobernador del Estado, a cambio se entregó una línea de Transmetro por el momento.

## Historia
A finales de 2021, gobernador de Nuevo León Samuel García anuncio la construcción de las líneas 4 y 5 del Metrorrey, posteriormente informó mediante un video en sus redes sociales el lugar por donde pasarán las nuevas líneas del metro. El primer plan presentado contemplaba que la línea 5 partiera desde el centro de Monterrey hacia la colonia Mederos en el sur del municipio, teniendo una extensión original de 8.5 kilómetros. Sin embargo, en la publicación de la licitación, la longitud se amplió a 10.6 kilómetros de longitud hasta Estanzuela.

### Proceso de licitación
El 9 de septiembre de 2022 concluyeron las aperturas técnicas como parte del proceso de la licitación pública internacional, dos consorcios se registraron en busca de ganar la adjudicación de la construcción de las Líneas 4, 5 y 6. Uno de los consorcios está conformado por las empresas Mota-Engil México y China Communications Construction Company, mismos que tienen también la construcción de un tramo del Tren Maya. El otro consorcio está conformado por las empresas Ferrovías del Bajío, Hércules Construcciones de Monterrey, Constructora Moyeda, Manufacturas Metálicas Ajax, Tordec, Inversiones Ferroviarias de México, Consega Diseño y Construcciones, y Vivienda y Construcciones.
El 15 de septiembre de 2022 se presentaron las propuestas económicas por parte de ambos consorcios y, de acuerdo con el calendario de la licitación, el 23 de septiembre de 2022 se le otorgue el fallo definitivo al consorcio ganador. Durante la etapa de presentación de propuestas económicas para la construcción, la Secretaría de Movilidad y Planeación Urbana de Nuevo León desechó la propuesta del consorcio integrado por las empresas mexicanas Ferrovías del Bajío, Constructora Moyeda, Hércules Construcciones de Monterrey, Manufacturas Metálicas Ajax, Tordec, Inversiones Ferroviarias de México, Romsega Diseño y Construcciones, y Vivienda y Construcciones. Se explicó que en ninguno de los contratos citados el consorcio comprobó que haya operado un sistema de tracción-frenado del material rodante en algún tren ligero, ferrocarril metropolitano o monorriel, funcionando en los últimos 15 años. De igual forma, se les hizo la observación de que el sistema de tracción frenado y el pilotaje automático no ha sido construido u operado por alguno de los integrantes de dicho consorcio.
El 23 de septiembre de 2022, se otorgó la licitación para la construcción de las líneas 4, 5 y 6 del Metro al consorcio conformado por la firma portuguesa Mota-Engil de México y la china CRRC Hong Kong. En rueda de prensa se informó que las empresas chinas serán las proveedoras del material rodante y vagones, mientras que la compañía mexicana se encargará de la construcción. El Secretario de Movilidad y Planeación Urbana de Nuevo León Hernán Villarreal explicó que la licitación tiene dos opciones de costo y que ambas son rentables para la administración. En caso de que las 3 líneas sean elevadas, el monto ascenderá a 25 mil 861 millones de pesos más IVA. Si la línea 5 se construye a nivel, el costo bajaría a 25 mil 857 millones de pesos más IVA. El consorcio formado por Mota-Engil y CRRC firmará el contrato el 26 de septiembre a las 10:00, en las oficinas de la Dirección Jurídica de la Secretaría de Movilidad y Planeación Urbana, ubicadas en la Torre Administrativa. En cuanto a la posibilidad de construir parte del sistema de transporte a nivel de calle, durante la lectura de fallo de la licitación SMPU-LPI-001-2022 se especificó que ese tema será definido en noviembre de 2024.
El proceso de construcción tuvo inicio el 30 de septiembre de 2022 para las líneas 4 y 6 siendo de tipo monorriel. La línea 5 quedaría pendiente haciéndose una consulta popular en noviembre de 2024 para determinar si será monorriel elevado o ferrocarril metropolitano a nivel de suelo.

### Construcción
El 30 de junio de 2023, el gobernador Samuel García dio inicio a los trabajos de construcción de la Línea 5. Esta línea sería híbrida a nivel, con tres tramos elevados y utilizará autobuses eléctricos con llantas de caucho (tren de tránsito autónomo), a diferencia de las líneas 4 y 6 que contarán con un monorriel. El gobernador explicó que el proyecto de la Línea 5 se basa en cuatro ejes principales. El primero es la instalación de corredores verdes, el segundo es el incremento del transporte público, el tercero es sacar el transporte de carga de la Avenida Garza Sada que no tenga como destino Monterrey, y por último, se contempla la construcción de la infraestructura necesaria para la propia Línea.

## Controversias

### Oposición vecinal
En inicios de 2022, tras el anuncio del primer plan maestro de las nuevas líneas del Metrorrey, vecinos del sur de Monterrey se manifestaron en contra de la construcción de la línea 5 al considerar que un viaducto elevado irá en detrimento de todo ese sector, exigiendo que la línea debía ser subterránea. Argumentaron que se reducirían carriles en la Avenida Garza Sada, se cerrarían negocios con las obras y además, estéticamente «impactará negativamente» las propiedades y la plusvalía. Por ello, el 15 de febrero de 2022 protestaron frente a Palacio de Gobierno donde entregaron un escrito dirigido al gobernador de Nuevo León Samuel García para que les escuche y en todo caso, se construya la Línea 5 por vía subterránea. Tras esto el gobierno de Nuevo León anunció que incluirían en el plan maestro la Línea 6 que recorrería del centro del municipio de Monterrey hasta el centro del municipio de Apodaca por si la construcción de la Línea 5 no fuese posible. En agosto del 2022, el gobernador de Nuevo León, Samuel García advirtió a los opositores de la Línea 5, que la obra si se realizará, ya que en estos últimos meses del año pasado el apoyo de la gran mayoría de los vecinos del sur ha sido bastante positiva y alentadora, por lo que solo queda de esperar próximamente para más información sobre el proyecto y la iniciativa de su construcción.